# Comuna Kulacikivți, Sneatîn
Kulacikivți (în ucraineană Кулачківці) este o comună în raionul Sneatîn, regiunea Ivano-Frankivsk, Ucraina, formată din satele Homeakivka și Kulacikivți (reședința).

## Demografie
Componența lingvistică a comunei Kulacikivți
     Ucraineană (99,79%)
     Alte limbi (0,21%)
Conform recensământului din 2001, majoritatea populației comunei Kulacikivți era vorbitoare de ucraineană (99,79%), existând în minoritate și vorbitori de alte limbi.